# Balistoides viridescens
Balistoides viridescens là một loài cá biển thuộc chi Balistoides trong họ Cá bò da. Loài này được mô tả lần đầu tiên vào năm 1801.

## Từ nguyên
Tính từ định danh viridescens trong tiếng Latinh có nghĩa là "phớt màu xanh lục", hàm ý đề cập đến màu sắc trên thân loài cá này.

## Phạm vi phân bố và môi trường sống
B. viridescens có phân bố rộng khắp khu vực Ấn Độ Dương - Thái Bình Dương, từ Biển Đỏ dọc theo bờ biển Đông Phi trải dài về phía đông đến tận quần đảo Pitcairn, ngược lên phía bắc đến Nam Nhật Bản (gồm cả quần đảo Ogasawara), xa về phía nam đến Úc và Tonga. Ở Việt Nam, B. viridescens được ghi nhận tại vịnh Nha Trang và quần đảo Trường Sa.
B. viridescens sống tập trung trên các rạn viền bờ ở độ sâu đến ít nhất là 75 m. Cá con sống ở những nơi có sự phát triển phong phú của các loài thủy sinh không xương sống.

## Mô tả
Chiều dài cơ thể lớn nhất được ghi nhận ở B. viridescens là 75 cm. B. viridescens nhìn chung có màu vàng nâu hoặc nâu xám, vảy có các đốm màu xanh lục hoặc nâu sẫm. Một vùng đen chứa các đốm vàng kéo dài từ đỉnh đầu xuống gốc vây ngực, băng qua mắt. Một dải đen có sọc nhạt từ trên miệng kéo xuống má. Vây lưng sau, vây hậu môn và vây đuôi có viền đen sẫm.
Số gai ở vây lưng: 3; Số tia vây ở vây lưng: 25–26; Số gai ở vây hậu môn: 0; Số tia vây ở vây hậu môn: 22–24; Số tia vây ở vây ngực: 14–15.

## Sinh thái học
Thức ăn của B. viridescens bao gồm các loài thủy sinh không xương sống như nhuyễn thể, giáp xác, cầu gai và giun nhiều tơ.

## Thương mại
B. viridescens được bán tươi hoặc muối khô trong các chợ cá.